# Molesme
Molesme is een gemeente in het Franse departement Côte-d'Or (regio Bourgogne-Franche-Comté) en telt 225 inwoners (1999). De plaats maakt deel uit van het arrondissement Montbard.

## Geografie
De oppervlakte van Molesme bedraagt 28,0 km², de bevolkingsdichtheid is 8,0 inwoners per km².
De onderstaande kaart toont de ligging van Molesme met de belangrijkste infrastructuur en aangrenzende gemeenten.

## Demografie
Onderstaande figuur toont het verloop van het inwonertal (bron: INSEE-tellingen).

1. ↑  Populations de référence 2022.